# جنسن (کلرادو)
جنسن (به انگلیسی: Jansen) یک منطقهٔ مسکونی در ایالات متحده آمریکا است که در شهرستان لاس انیماس، کلرادو واقع شده‌است. جنسن ۱٬۸۶۸ متر بالاتر از سطح دریا واقع شده‌است.